# Double Dutch Bus
«Double Dutch Bus» (en castellano: «Autobús Holandés Doble») es una canción funk/R&B del músico y compositor estadounidense Frankie Smith, realizada en 1981.

## Lista de canciones
Vinilo, 12", 33 ⅓ RPM (EE. UU., 1980)
- A «Double Dutch Bus» (Vocal)
- B «Double Dutch Bus» (Instrumental)

Vinilo, 12", 45 RPM (Reino Unido, 1980)
- A «Double Dutch Bus»
- B «Double Dutch Bus» (Instrumental)

Vinilo, 7" (Francia, 1980)
- A «Double Dutch Bus»
- B «Double Dutch»

Vinilo, 12" (Francia, 1980)
- A «Double Dutch Bus» (Part 1)
- B «Double Dutch Bus» (Part 2)

Vinilo, 12", 45 RPM (Alemania, 1980)
- A «Double Dutch Bus»
- B «Double Dutch»

Vinilo, 12", 33 ⅓ RPM, Repress (EE. UU., 1981)
- A «Double Dutch Bus»
- B «Double Dutch»

Vinilo, 12" (México, 1982)
- A «Double Dutch Bus»
- B «Double Dutch»

Vinilo, 12" (Canadá, 1994)
- A1 «Double Dutch Bus» (Original)
- A2 «Triple Dutch» (Instrumental)
- B1 «Double Dutch Bus» (12" Mix)
- B2 «Double Dutch Bus» (Radio Edit)

Maxisencillo (Canadá, 1994)
1. «Double Dutch Bus»
2. «Triple Dutch» (Instrumental)
3. «Double Dutch Bus» (Original 12" Mix)
4. «Double Dutch Bus» (Radio Mix)

## Posicionamiento
| Año  | Listas                                       | Posición |
| ---- | -------------------------------------------- | -------- |
| 1980 | U.S. Billboard Dance Music/Club Play Singles | 51       |
| 1981 | U.S. Billboard R&B Singles                   | 1        |
| 1981 | U.S. Billboard Hot 100                       | 30       |
| 1981 | U.S. Billboard Dance Music/Club Play Singles | 42       |
| 2010 | iTunes México RnB & Soul Songs               | 29       |
| 2010 | iTunes Países Bajos RnB & Soul Songs         | 100      |

## Versión de Raven-Symoné
En 2008, la cantante y actriz estadounidense Raven-Symoné hizo una versión de la canción de Smith. Fue el primer sencillo de su álbum homónimo. La pista también fue lanzada para promover la película College Road Trip.

### Información
El sencillo fue lanzado el 9 de febrero de 2008 en Radio Disney, alcanzando el #3 y añadido en iTunes Store de los EE. UU. el 4 de marzo de 2008. Dentro de un día, la canción rápidamente pasó a ser la canción más descargada de Raven-Symoné. La canción llegó a su punto máximo en el #9 en el iTunes Top R&B/Soul Downloads chart. La canción fue trasladada desde la categoría R&B/Soul a la categoría de Pop en el que alcanzó el #35 en el Top Pop Downloads Chart.
La canción también alcanzó el #60 en el Canadian iTunes Pop 100. El 3 de abril de 2008, los fanes de Raven-Symoné celebraron un Día de descarga en iTunes para promover el sencillo y darle un lugar en los charts. Después de esto, la canción se elevó a #9 de los gráficos, en los que permaneció durante 2 días hasta la caída de los primeros 10.

#### Reseñas
- Commonsense [18]
- Amazon .
- Discogs [19]

### Vídeo
El vídeo musical incluye imágenes de la película College Road Trip. Se le puede ver a Raven cantando y bailando con Donny Osmond y sus amigos en el "Double Dutch Bus" con una bola disco y un DJ Booth. La premier del video fue el lunes 18 de febrero de 2008 en Disney Channel, durante el maratón de Wizards of Waverly Place. El video ha tenido más de 4.4 millones de reproducciones en YouTube.
Para el vídeo se utilizaron 20 bailarines y la coreografía estuvo a cargo de David Crosby de F.I.V.E. Productions, quien anteriormente ya había trabajado con Raven desde los 9 años. El video fue dirigido por Patrick Hoelck.

### Lista de canciones
CD Sencillo
1. «Double Dutch Bus» - 3:02

Descarga digital.
1. «Double Dutch Bus» - 3:02

### Posiciones
| Listas (2008)                        | Posición |
| ------------------------------------ | -------- |
| Radio Disney                         | 3        |
| U.S. Billboard Hot 100               | 88       |
| U.S. Billboard Hot Dance Club Play   | 5        |
| U.S. Billboard Rhythmic Top 40       | 32       |
| U.S. Billboard Hot R&B/Hip-Hop Songs | 35       |
| Korea Top Singles                    | 103      |
| Eslovenia Top Singles                | 37       |
| iTunes Top R&B/Soul Downloads        | 9        |
| iTunes Top Pop Downloads             | 35       |
| iTunes Canadá Pop 100                | 60       |

### Premios y nominaciones
Teen Music International Brazil
| Año  | Estatus | Categoría                         |
| ---- | ------- | --------------------------------- |
| 2009 | Ganador | Mejor vocal de Pop/Dance femenina |

### Créditos
- Escritores: Bill Bloom, Frankie Smith.[14]
- Productores: The Clutch, Bill Jabr.[14]
- Mezclas: Dave Hyman.[14]
- Publicado por Zella Music.[14]